# Cesare Oddone
Cesare Oddone (Casale Monferrato, 8 gennaio 1865 – Roma, 24 luglio 1941) è stato un ingegnere e politico italiano.
Fu direttore generale delle Ferrovie dello Stato (FS).

## Studi
Nel 1886 conseguì la laurea in Ingegneria industriale.

## Attività industriale
Nel 1888 fu assunto dalla Rete Mediterranea e vi raggiunse il grado di ispettore principale.

## Attività nelle Ferrovie dello Stato
Nel 1905 passò alle FS e fu inquadrato nel Servizio Materiale e Trazione col grado di ispettore principale.
Fu poi ispettore capo (1908), direttore della Divisione Materiale e Trazione, dapprima nel Compartinento di Genova (1919) e poi nel Compartimento di Torino (1920-1922).
Dal 1923 fu direttore del Compartimento di Torino.
L'11 giugno 1924 fu nominato direttore generale. Lasciò l'incarico il 30 aprile 1931.

## Attività parlamentare
Fu nominato senatore nel 1934.
Gli Indici degli Atti parlamentari non presentano suoi interventi nelle discussioni in aula.

## Vita privata
Fu sposato con Felicita Gamma, da cui ebbe una figlia, Angela Oddone.

### Biografia

#### Fonti a stampa
- Guido Corbellini, Le Ferrovie dello Stato compiono cinquanta anni di vita, in Ingegneria Ferroviaria, vol. 9, n. 5-6, maggio-giugno 1955,  pp. 339-354.. Ristampe in volume: Roma, Collegio Ingegneri Ferroviari Italiani, 1955; Roma, Collegio Ingegneri Ferroviari Italiani-Ponte San Nicolò, Duegi, 2002, ISBN 88-900979-0-6
- Senato della Repubblica. Archivio storico, Sen. Cesare Oddone. Fascicolo personale (PDF), su notes9.senato.it.